# مانگوچی
مانگوچی (به لاتین: Mangochi) یک شهر در مالاوی است که در منطقه جنوبی مالاوی واقع شده‌است.

## خصوصیات
مانگوچی ۵۱٬۴۲۹ نفر جمعیت دارد.

## جمعیت
| سال  | جمعیت  |
| ---- | ------ |
| ۱۹۸۷ | ۱۴٬۷۵۸ |
| ۱۹۹۸ | ۲۷٬۰۵۵ |
| ۲۰۰۸ | ۵۱٬۴۲۹ |